# شانس زندگی
شانس زندگی فیلمی به کارگردانی و نویسندگی شهریار پارسی‌پور محصول سال ۱۳۷۰ است.

## داستان
پسری از آمریکا می‌آید و قرار و مدار ازدواج او با دختر دایی اش گذاشته می‌شود ولی...

## بازیگران
- مهدی فتحی
- محسن سوری
- چنگیز وثوقی
- افسانه بایگان
- جهانگیر فروهر
- بهروز رضوی
- منوچهر حامدی
- شیوا خنیاگر
- مهدی آریان‌نژاد
- مهتاب ظریف
- اکبر دودکار
- حسین شهاب
- ایرج نوروزی
- ملیحه نصیری
- پریدخت اقبالپور
- ناصر سالاری
- پروانه نگهبان
- هما مدنی
- شمس الدین دولتشاهی
- مختار سائقی
- مرتضی احمدی
- تقی محمودی